# Georg Nowka
Georg Nowka (* 7. November 1910 in Kiel; † 29. September 1997 in Hamburg) war ein deutscher Olympiateilnehmer im Segeln.
Nach dem Zweiten Weltkrieg bildete Georg Nowka zusammen mit Erich Natusch die Crew des Kieler Regattaseglers Theodor Thomsen. Bei der olympischen Regatta 1952 starteten Thomsen, Natusch und Nowka in der Drachen-Klasse und erkämpften die Bronzemedaille. Thomsen, Natusch und Nowka starteten auch bei der olympischen Regatta 1956 in der Drachen-Klasse, diesmal belegten sie den zehnten Platz.

## Auszeichnung
- Zusammen mit seinem Partner Erich Natusch wurde er am 27. Oktober 1952 mit dem Silbernen Lorbeerblatt ausgezeichnet.[1]